# Florimont de Lesparre
Florimont de Lesparre est seigneur de Lesparre de 1362 à 1394. Dernier membre de la famille de Lesparre, il participe à la croisade tardive dite d'Alexandrie, prônée par le roi de Chypre Pierre de Lusignan, et à la guerre de Cent Ans aux côtés du Prince noir puis du roi Richard II

## Biographie
Florimont est le fils de Cénebrun ou Gaucem-Brun et de sa femme Jeanne de Talleyrand-Périgord, fille du comte Hélie IX et de Brunissende de Foix. L'ascendance aujourd'hui connue de sa maison remonte à l'an 1100, quand son aïeul Pierre-Gombaud et les deux neveux de celui-ci, Gombaud-Ramond et Ramond, sont co-seigneurs de la ville.
Florimont est marié à Marguerite d'Astarac quand en 1362 il hérite de son père son titre et ses possessions. Fidèle à l'allégeance de Cénebrun, il rend hommage en 1363 à Agen à Édouard de Woodstock, lieutenant du duché d'Aquitaine.
En 1364 il part pour la croisade réclamée par le roi de Chypre Pierre de Lusignan et approuvée par le pape Urbain V : Pierre de Lusignan a en effet rencontré un accueil des plus favorables à la cour du Prince noir à Angoulême, dont les chevaliers gascons se trouvent désœuvrés par un répit dans la guerre de Cent Ans. En outre c'est son oncle maternel, le cardinal Hélie
de Périgord qui est le légat de la croisade et qui l'élance. Marguerite l'accompagne au moins jusqu'à Avignon (alors siège de la papauté), où le couple se trouve le 14 mars 1365. Des hommes de son fief l'accompagnent, qu'on retrouve avec lui au nombre d'une vingtaine à Constantine dans l'île de Chypre à l'automne. Il est possible qu'il participe à la prise d'Alexandrie le 10 octobre 1365, et il joue un rôle clé dans la prise du château de Kourt. Mais une altercation survient sur l'île de Rhodes entre Florimont et Jean Mustri ou Monstry, amiral de Chypre, si bien que Pierre de Lusignan mécontent refuse que Lesparre embarque avec lui pour Tripoli en Syrie. Vexé, Florimont rompt son serment d'allégeance et défie Lusignan en duel.
Rentré en Europe en 1367, Florimont prend part à l'expédition en Castille du Prince noir au sein du troisième corps, commandé par le roi de Majorque Jacques III. Au printemps 1368, Urbain V parvient à faire renoncer les deux hommes à leur duel.
En 1369 la guerre a repris entre les Anglais et les Français en Guyenne : Florimont, aux côtés du captal de Buch Jean de Grailly, participe à la prise de Limoges par l'armée du Prince noir. Les deux hommes y font trois prisonniers (les sires de Beaufort, de La Roche et de Lignac) dont l'un est le frère et un autre le neveu du pape Grégoire XI. Avec le seigneur de Mussidan et toujours le captal de Buch, ils secondent le sénéchal de Gascogne Thomas Felton jusqu'à ce qu'une querelle les oppose. Mais en 1377, Florimont en route vers l'Angleterre est capturé par un navire espagnol, conduit à Burgos où il reste emprisonné deux ans. Un différend survient alors entre Florimont et Archambault de Grailly, héritier du captal entre temps décédé, au sujet de la rançon des trois prisonniers de Limoges : elle n'est tranchée qu'en 1393, après les tentatives d'arbitrages de deux commissions.
En 1385, Florimont est brièvement emprisonné à Londres en raison d'une dette contractée auprès d'un conseiller de Richard II, Nicolas Brembre.
Enfin, dernier fait historique connu, Florimont se rend en Angleterre en avril 1394 à la tête de soixante cavaliers à la demande du roi Richard II.
Son testament est daté du 25 février 1393, et il meurt sans enfant dans des circonstances inconnues. La châtellenie de Lesparre passe au fils de sa sœur, Guillaume-Amanieu de Madaillan, puis à un de ses cousins de la famille des Lesparre de la Barde, qui la vend au roi d'Angleterre.

### Source
- François-Joseph Rabanis, Notice sur Florimont, sire de Lesparre, suivie d'un précis historique sur cette seigneurie, de notes et éclaircissements, Bordeaux, impr. de H. Faye, 1843, 114 p. (lire en ligne)